# All Star Game maschile di pallavolo 2009
L'All Star Game maschile di pallavolo 2009 fu la 19ª edizione della manifestazione organizzata dalla FIPAV.

## Regolamento
Alla manifestazione presero parte due squadre, la Nazionale Italiana e una squadra creata apposta per l'evento, gli All Stars.
Queste due squadre sono composte, in questa edizione, dai giocatori stranieri e italiani presenti nel campionato italiano 2009-2010.
Venne disputata una partita unica. La gara si svolse il 22 novembre al PalaTiziano di Roma, sede della manifestazione.
Fu nominato MVP della manifestazione il palleggiatore statunitense Donald Suxho.